# Burracoppin (Western Australia)
Burracoppin ist eine Gemeinde im australischen Bundesstaat Western Australia. 

## Geografie
Die Gemeinde liegt im „Central Wheat Belt“, einem Weizen-Anbaugebiet zwischen der Hauptstadt des Bundesstaates, Perth, und der größten Stadt im Inland, Kalgoorlie-Boulder.
Nach dem Zensus von 2021 hatte der Ort 116 Einwohner und 44 Wohnhäuser.

## Bezeichnung
Der Name stammt vom „Burracoppin Rock“, einem nahe gelegenen Granitfelsen, dessen Bezeichnung aus einer Aborigine-Sprache stammt und „in der Nähe eines großen Hügels“ bedeutet.

## Geschichte
Die Stadt entstand am Ende des 19. Jahrhunderts und wurde als solche 1891 offiziell anerkannt.
Der Ort lag unmittelbar westlich des Kaninchen-Sperr-Zauns, der von 1901 bis 1907 errichtet und bis in die 1950er Jahre unterhalten wurde. Mit 3.256 km galt er als längster Zaun der Welt. Er verlief in Süd-Nord-Richtung. In Burracoppin bestand ein zentrales Depot für den Unterhalt des Zaunes. Alle Tore des Zauns und die Wasserstellen für die Arbeiter, die den Zaun betreuten, wurden von hier aus nummeriert. Teile der Anlage sind in Burracoppin noch zu sehen.
1933 erhielt der Bahnhof von Burracopin eine automatisierte Verladeanlage für Weizen, mit der 1.800 Säcke pro Tag umschlagen werden konnten. Eine solche Anlage ist dort weiterhin in Betrieb.

## Wirtschaft und Infrastruktur
Der Hauptwirtschaftszweig der landwirtschaftlich geprägten Stadt ist der Weizenanbau des Umlands.[6]
Der Ort liegt 
- an der Bahnstrecke Perth–Kalgoorlie (Eastern Railway) der Western Australian Government Railways (WAGR). Er hat einen Bahnhof, der im Personenverkehr regelmäßig von dem Zug The Prospector bedient wurde. Aktuell (2024) ist dort kein planmäßiger Halt mehr vorgesehen.
- am Great Eastern Highway.
- an der Goldfields Road, Vorgängerin des Great Eastern Highways, die südlich am Ort vobeiläuft.
- an der Überland-Wasserleitung von der Küste nach Kalgoorlie-Boulder.

Diese verlaufen alle in West-Ost-Richtung.

## Kultur
Burracoppin ist Schauplatz des Kriminalromans Mr. Jellys Geheimnis (Mr. Jelly's Business) von Arthur W. Upfield, einem aus seiner Reihe der Napoleon-Bonaparte-Krimis, der dort Anfang der 1930er Jahre spielt.